# Gesellschaft der Wahrheitsliebenden

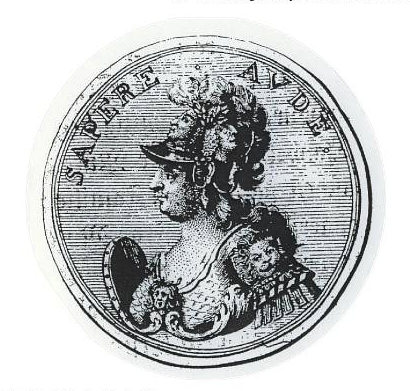
Medaille der Alethophilen (1740 nach einem Entwurf Johann Georg Wachters)ː Vorderseite mit Brustbild der Minerva mit der Abbildung der Philosophen Leibnitz und Wolff auf dem Helm. Die Umschrift SAPERE AVDE zitiert Horaz’ erstes Epistelbuch

Die Gesellschaft der Wahrheitsliebenden, auch Societas Alethophilorum, war eine philosophische Gelehrtengesellschaft des 18. Jahrhunderts, die zunächst in Preußen gegründet und später nach Sachsen verlegt wurde.
Ziel der Gesellschaft war die Erkenntnis der Wahrheit als Ergebnis der eigenen Überzeugung aus aufrichtiger Suche und deren Verteidigung. Die §§ 1 und 2 der gesellschaftlichen Gesetzes-Tafel lauteten: Lasset die Wahrheit den eintzigen Zweck, den eintzigen Vorwurf eures Verstandes und Willens seyn. Haltet nichts vor wahr, haltet nichts vor falsch, so lange ihr durch keinen zureichenden Grund davon überzeuget seyd.
Vornehmliche Aufgabe war es, die Philosophie Christian Wolffs zu einer höheren Präsenz in der zeitgenössischen theologisch-philosophischen Diskussion zu verhelfen. Grundlage für die Wahrheitsfindung war die sogenannte mathematische Lehrart, also eine der Mathematik vergleichbare streng rationale Methode.

## Geschichte

### Berliner Phase
Die Gesellschaft der Liebhaber der Wahrheit, wie sie sich auch nannte, wurde 1736 von Ernst Christoph Graf Manteuffel, einem unerschrockenen Verfechter der Wolffschen Philosophie, gemeinsam mit Johann Gustav Reinbeck, einem langjährigen Freund und Anhänger Wolffs, in Berlin gegründet. Manteuffel, einst Diplomat und Minister in kursächsischen Diensten, betätigte sich nach seiner aktiven Dienstzeit ab 1730 intensiv als Mäzen der Kultur und Wissenschaften. Die Gründung der Gesellschaft erfolgte als Reaktion auf die Diffamierung des Philosophen durch die sogenannten Halleschen Pietisten sowie die Vertreibung Wolffs aus Preußen auf Anweisung Friedrich Wilhelms I. Gegen Kreise, wie den um den Theologieprofessor Joachim Lange in Halle, die Vorstöße zur Rehabilitation Wolffs am Berliner Hof zu untergraben versuchten, setzten sich die Alethophilen zur Wehr und bemühten sich zugleich, auf den Kronprinzen Friedrich „erzieherisch“ einzuwirken.
An die Gründung wurde mit der Prägung einer eigenen Medaille erinnert, welche in Gold und Silber als öffentlichkeitswirksame Auszeichnung für Verdienste um die Philosophie Wolffs verliehen wurde.
Die Gesellschaft fand sich seit ihrer Gründung regelmäßig im Berliner Haus des Verlegers Ambrosius Haude zusammen; dieser hatte dazu eigens einen Sanctuaire genannten Raum eingerichtet. 1740 wurde der Sitz der Gesellschaft ins sächsische Leipzig verlegt, nachdem ihr Gründer Manteuffel aus Preußen ausgewiesen worden war.

### Entwicklung ab 1740
Mit der Verlegung nach Leipzig reduzierte sich die Gesellschaft zunächst auf eine kleinere ″Tafelrunde″, die sich regelmäßig im Hause des Gründers, einem Stadtpalais am Roßplatz, im Gasthof Zum Kurprinz, traf. Ihre Mitglieder rekrutierten sich zu dieser Zeit vorwiegend aus dem Umkreis der philosophischen Fakultät der Universität Leipzig. Neben Leipzig unterhielt die Gesellschaft Dependancen in Weißenfels (seit 1741) und Stettin (seit 1742). Mit dem Umzug änderten sich auch die Aktivitäten der Gesellschaft. Waren sie in der Berliner Phase noch von hoher politischer und publizistischer Bedeutung, so konzentrierten sie sich in Leipzig hauptsächlich auf gesellschaftliche und unterhaltsame Aktivitäten im zeittypischen Muster des Rokoko.
In Berlin waren die Mitglieder der Société des Aléthophiles noch bis 1743 aktiv. Im selben Jahr erfolgte die Auflösung durch den Tod des Johann Gustav Reinbeck († 1741), Verbindungsmann zwischen Leipzig und Berlin, sowie Streitigkeiten zwischen den einzelnen Mitgliedern, hauptsächlich Jean Deschamps und dem Prediger Formey. Die seit 1740 durch Friedrich II. sukzessiv stärkere Haltung zur Philosophie Voltaires und seiner Abkehr von Wolff tat ihr Übriges.
Neben dem anerkannten Oberhaupt Manteuffel, war Reinbeck seit 1734 entscheidender Initiator der Gesellschaft der Liebhaber der Wahrheit und dessen Vizepräsident. Gefördert wurde die Gesellschaft von einigen außenstehenden Sympathisanten und Unterstützern (Wahrheitssuchende), darunter auch eine Gruppe von jugendlichen Interessierten in Berlin. Zu den aktiven Mitgliedern (Alethophilen) bzw. dem sogenannten engeren Zirkel der Gesellschaft gehörten allerdings ausschließlich die unten angeführten adligen und bürgerlichen Mitglieder.
Mit der nachdrücklichen Verbreitung der Philosophie Wolffs innerhalb des preußischen Königshauses, seinen Beamten und Theologen, erzielte die Gesellschaft bedeutende Erfolge bei der Anerkennung und Manifestierung des Wolffianismus innerhalb Preußens. Hilfreich war Manteuffels Beziehung zum preußischen Königshaus, der Friedrich Wilhelm letztendlich von der Rehabilitation Wolffs überzeugen konnte.
Mit dem Ableben Manteuffels wurde die Gesellschaft 1749 vollständig aufgelöst.

## Mitglieder
- Ambrosius Haude (1690–1748), Buchhändler und Verleger
- Johann Heinrich Samuel Formey (1711–1797), Theologe, Philosoph und Historiker in Berlin
- Jean Deschamps (1707–1767), Philosoph und Theologe, bedeutendster Popularisator der Wolffschen Philosophie in französischer Sprache
- August Friedrich Sack (1703–1786), Philosoph, Theologe und Schriftsteller
- Carl Günther Ludewig (1707–1778), Philosoph und Wirtschaftswissenschaftler
- Johann Christoph Gottsched (1700–1766), Schriftsteller und Literaturtheoretiker
- Luise Adelgunde Victorie Gottsched (1713–1762), Schriftstellerin
- Wolf Balthasar Adolf von Steinwehr (1704–1771), Historiker und Rechtswissenschaftler
- Romanus Teller (1703–1750), lutherischer Theologe
- Christian Gottlieb Jöcher (1694–1758), Gelehrter, Bibliothekar und Lexikograf

## Auswärtige Gesandte
- August Ferdinand von Preußen (1730–1813),  preußischer Prinz, Offizier sowie Herrenmeister des Johanniterordens

## Publikationen
- Nachrichten über die Medaille von 1740 und mit den sechs Geboten der Gesellschaft (Hexalogus Aletophilorum) in verschiedenen zeitgenössischen Publikationen:
  - Monografie (8 Seiten)
  - Johann David Köhler: Der Wöchentlichen Historischen Münz-Belustigung. 47. Stück, den 23. November 1740. (mit ausführlicher Beschreibung der Vorgeschichte des Streits zwischen Wolff und Lange)
  - im Anhang von: Jakob Friedrich Lamprecht (?): Leben des Freyherrn Gottfried Wilhelm von Leibnitz an das Licht gestellet von Lamprecht. Berlin 1740
  - Johann Christian Kundmann: Academiae et Scholae Germaniae Praecipue ducatus Silesiae cum bibliothecis in nummis. Oder: die Hohen und Niedern Schulen Teutschlandes, insonderheit des Hertzogthums Schlesiens, mit ihren Bücher-Vorräthen in Müntzen ... nebst Kupffern. 1741, S. 769 ff.